# Jean-Jacques Tillmann
Pour les articles homonymes, voir Tillman.
Jean-Jacques Tillmann, né en 1935 à Genève, mort le 1er octobre 2015 à Lausanne,, est un journaliste sportif suisse.

## Biographie
Après des études classiques à Nyon, Genève et Athènes, Jean-Jacques Tillmann entre à la Télévision suisse romande en 1963 où il reste 37 ans comme commentateur sportif dans le domaine du  football.
Il commente  300 matchs de la coupe d'Europe et 30 finales de la coupe d'Angleterre  et couvre 9 Coupes du Monde.

## Publications
- Carnets de balles, 2001